# قهوة عربية

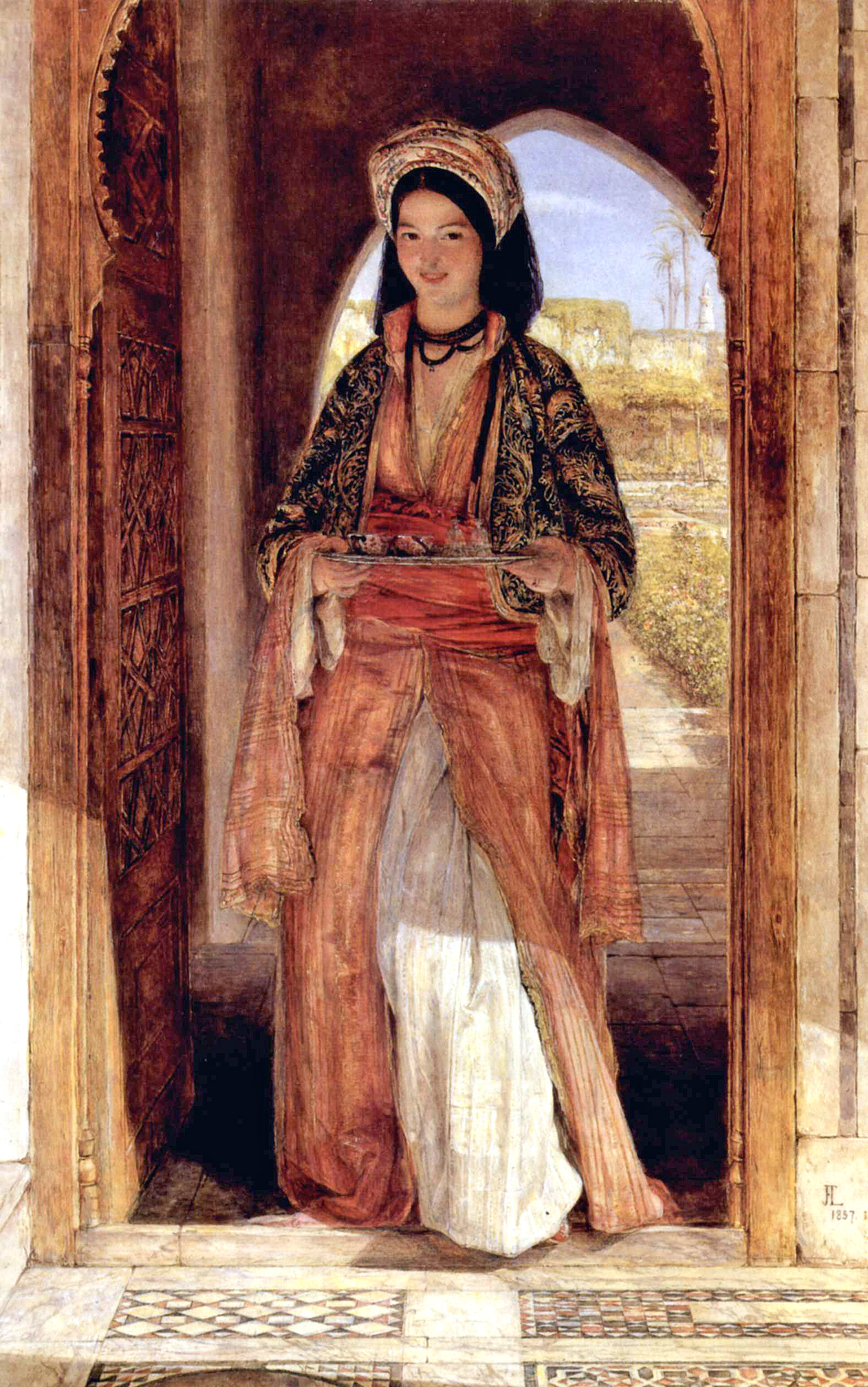
"حاملة القهوة" لجون فردريك لويس (1857، القاهرة، مصر)

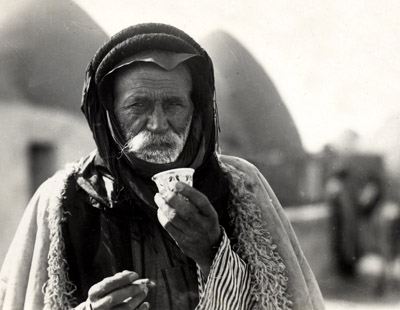
رجل عربي يحتسي القهوة العربية المرة، والتي يتم تقديمها في كأس صغيرة بدون مقبض يسمى الفنجال

القهوة العربية مشروب منبه يشرب ساخناً، ويتدرج لونها من الأصفر (الأشقر) إلى الأسود مروراً باللون البنيّ، حسب درجة حمس حبوب القهوة، ويشتهر بها أهل شبه الجزيرة العربية والعراق وبلاد الشام ومصر وتتميز بأنها مرة وليس فيها سكر بتاتا. وهي مدرجة ضمن القائمة التمثيلية للتراث الثقافي غير المادي في منظمة الأمم المتحدة للتربية والعلم والثقافة لعام 2015.

## نشأتها
أول من جاء بها إلى اليمن؛ موطنها الأول في الجزيرة العربية، هو رجل دين من أهل عدن اسمه جمال الدين أبو عبد الله محمد بن سعيد الذبحاني الذي عاش في منتصف القرن التاسع الهجري (منتصف القرن الخامس عشر الميلادي) من الحبشة حيث كان يسافر لها، وقدّمها لأهل بيته وأصدقائه وضيوفه لتعديل المزاج وللتعافي من الوهن والإجهاد، ثم بدأ المزارعون في اليمن في زراعة البن بعد انتشار شربها في الطبقة العليا وبعد ذلك قلّدهم العامة وانتشر شربها بين اليمنيين وأصبحت عادة اجتماعية يومية، بعد ذلك انتقلت إلى مكة، فعمّت الحجاز، ذلك بعد أن انتشرت في مصر بواسطة طلاب يمنيين أخذوها معهم في رواقهم في جامع الأزهر للاستعانة بها على السهر من أجل المذاكرة والدرس، ثم انتقلت إلى نجد (المنطقة الوسطى بالجزيرة العربية)، وفي القرن الخامس عشر وصلت القهوة إلى تركيا ومن هناك أخذت طريقها إلى مدينة البندقية في عام 1645م. ثم نقلت القهوة إلى إنجلترا في عام 1650م عن طريق تركي يدعى باسكا روسي الذي فتح أول محل قهوة في شارع لومبارد في مدينة لندن عام 1652م، فأصبحت القهوة العربية قهوة تركية، وقهوة إيطالية، وقهوة بريطانية بعد أن تدخلت أمزجة هذه الشعوب ورغباتهم في تجهيز القهوة.
وكان الطبيب الرّازي الذّي عاش في القرن العاشر للهجرة أوّل مَن ذكر البن والبنشام في كتابه "الحاوي". وكان المقصود بهاتين الكلمتين ثمرة البن والمشروب. وفي كتاب "القانون في الطّب" لابن سينا الذّي عاش في القرن الحادي عشر، يذكر البن والبنشام في لائحة أدويةٍ تضم 760 دواء.

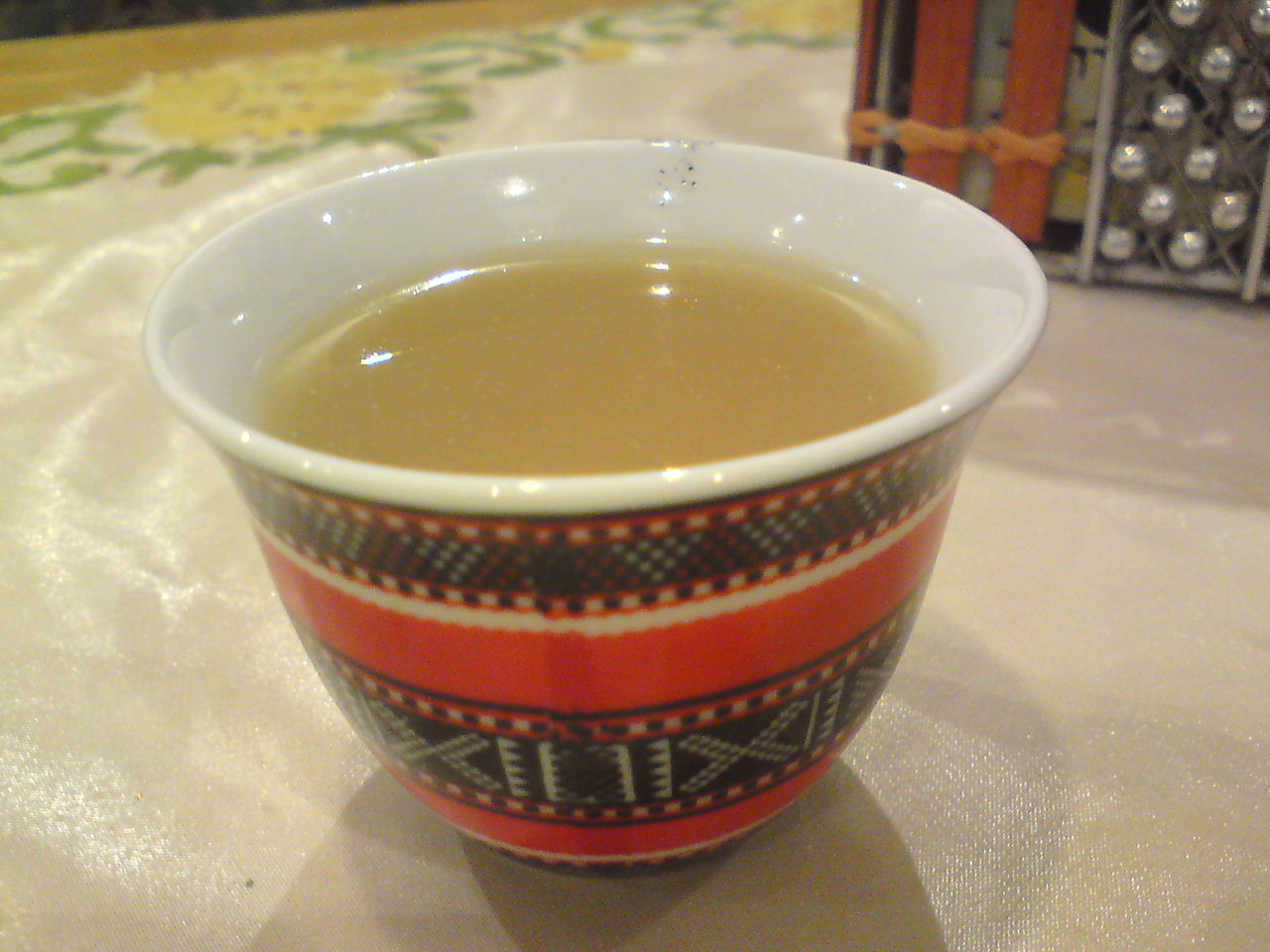
فنجان من القهوة العربية.

من المؤكّد أنّ البن كان ينبت بريًا في الحَبشة واليمن. وكان اليمنيّون أوّل من عمل على تحميص بذور البن وسحقها. وسُجِّل في القرن الخامس عشر في اليمن أوّل استعمالٍ غير طبّي للبُن. وبدأت زراعته على نطاقٍ واسعٍ منذ ذلك الوقت.

## معارضة القهوة
لم يكن دخول القهوة إلى المجتمعات العربية بهذه السهولة، بل لقيت معارضة رجال الدين في اليمن ومصر ومكة المكرمة ونجد وصلت في بعض الأوقات إلى التحريم، بل إن أهل نجد كانوا يمنعون الناس العائدين من الحج من جلب حبوب القهوة من الحجاز، وظهرت هذه المعارضة لأسباب عدة، منها:
- أن لها مجالس تعقد من أجلها مدعاة للهو ومضيعة للوقت ومصدة عن الاستغفار وعبادة الله خصوصاً عند مقارنتها بمجالس الذكر.
- ارتبطت بشرب التنباك (الدخان) وبالتالي رأوا فيها ما يرون في الدخان من التحريم والكره.
- البعض من رجال الدين عدّ القهوة نوعاّ من المسكرات والمثبطات لما يرونه من الأنس في سلوك شاربها يعد غريبًا آنذاك.

أما الآن فتعد القهوة مشروبًا مفضلًا ورائقًا يجلب الأنس، والسعادة ويعدل المزاج، حتى أنها أصبحت في وقتنا الحاضر تشرب في المساجد بعد أن كانت لدى بعض رجال الدين مكروهة وعند آخرين محرمة. بل وأدرجت هيئة الأمم المتحدة للتربية والتعليم والثقافة (اليونسكو) شهر ديسمبر من عام 2015م عادات القهوة العربية ضمن القائمة التمثيلية للتراث الثقافي غير المادي لما تحظى به القهوة من احترام في حياة المجتمع العربي حتى اليوم.

## تحضيرها
هي قهوة تعتبر خفيفة توضع فيها حبات الهيل عند بعض أهل الحاضرة والبادية من العرب في الجزيرة العربية، وهناك القهوة الغامقة عند البعض الآخر، وعادة تكون مُرة ولا يضاف إليها السكر أبداً، وتقدم في فنجان صغير فمه أوسع من قاعدته، يصنع من الخزف أو الفخار منذ ذلك الزمن الأول لانتشارها.

## مكانتها
تُعدّ القهوة العربية رمزًا من رموز الكرم، وقد حلت عند العرب محل لبن الإبل، فباتوا يُفاخرون بشربها وصارت مظهرًا من مظاهر الرّجولة في نظرهم وهذا لا يعني أن النساء لا تشربها. ويعقد الرجال لها المجالس الخاصّة التي تُسمّى بالشبّة أو القهوة أو الدّيوانيّة، وعادة يقدم معها التمر حتى أصبح في وقتنا الحاضر ملازماّ لها بعد توفره بكميات كبيرة.
وللقهوة عادات خاصّة بها وأوانٍ خاصة عند العرب، وأشهر هذه الأواني الدُلة (وجمعها دلال) التي يجلبها بعض المُضيفين من بلدانٍ بعيدةٍ وبأسعارٍ باهظةٍ طمعًا في السّمعة الحسنة. والدلال أنواع: فمنها الحساوية، والعمانية، والرسلانية، والقرشية، وأقدمها وأثمنها وأجودها البغدادية التي تصنع في العراق. ولاسم كل نوع دلالة على مكان صنعها، باستثناء الرسلانية التي تنسب لأسرة رسلان في الشام، والقرشية التي تصنع في مكة، وسميت الدّلّه بهذا الاسم اشتقاقاً من (الدَلَه) وهو الأنس الذي يصاحب جلسة تناول القهوة.

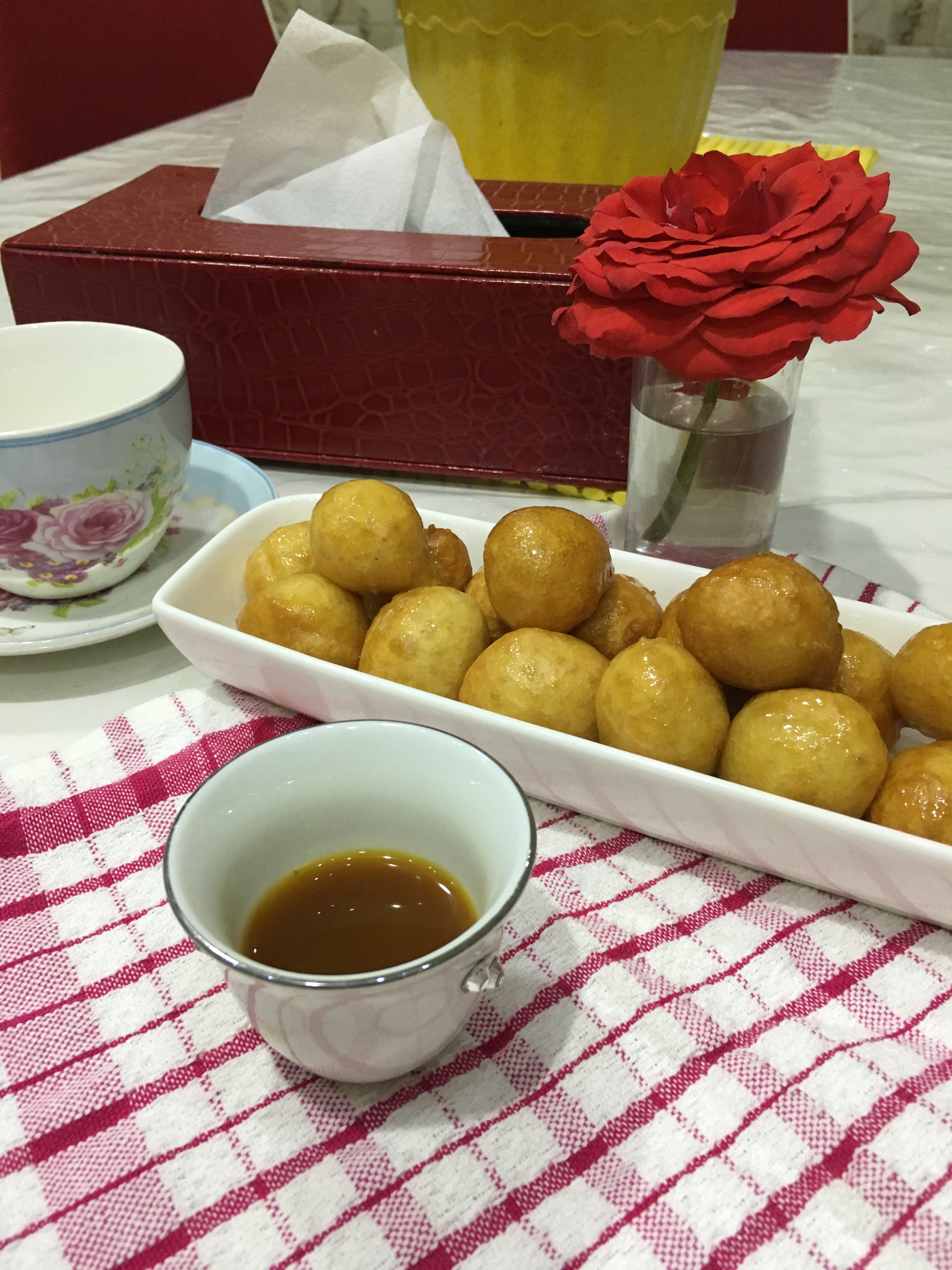
فنجان القهوة مع اللقيمات.

وتثور في المقابل ثائرة المضيف إذا أخبره أحدٌ أنّ قهوته فيها خلل أو تغيّر في مذاقها نتيجة احتراق حبوبها أثناء الحمس (التحميص) أو سقط فيها حشرة، ويُعبّرون عن ذلك بقولهم: "قهوتك صايدة"؛ ولابُدّ في هذه الحالة أن يُغيّر المُضيف قهوته حالاً ويستبدلها بأخرى.
القهوة تحظى بالكثير من الاحترام عند العرب من اليمنيين، والشاميين، والخليجييّن، والسّعوديين على وجه الخصوص. والقهوة لها عادات قبلية متعارف عليها بين الناس وكل القبائل. فيجب أن تصب القهوة للضّيوف وأن يكون صابّها واقفًا، وممسكًا بالدلة بيده اليُسرى ويقدم الفنجان باليد اليُمنى ولا يجلس أبدًا حتّى ينتهي جميع الحاضرين من شرب القهوة. بل وأحيانًا يُستحسن إضافة فنجانٍ آخرٍ للضّيف في حال انتهائه من الشّرب خوفًا من أن يكون قد خجل من طلب المزيد. وهذا غايةٌ في الكرم.
عند سكب القهوة وتقديمها للضّيوف يجب أن تبدأ من اليمين عملاً بالسّنة الشريفة، أو تبدأ بالضيف مباشرةً إذا كان من كبار السّن أو شيخا أو أميرا على قومه. والمُتعارف عليه أنّ يكرر صبّ القهوة حتّى يقول الضّيف "بس" أو بِهَزّ فنجان القهوة.
وهناك آداب توارث عليها أبناء شبه الجزيرة العربية كافة في شرب القهوة وهي أنه عند صب القهوة باليد اليسرى وتقديم الفنجان باليد اليمنى، وأيضا يتم تسليم الفنجان للذي يصب القهوة الذي يدعى (القهوجي) باليد اليمنى كذلك، بعض المناطق في السعودية يشترط لديهم أن يكون الفنجال ليست مملوءًا بالقهوة، وإنما تُصب القهوة في الفنجان بنص مقدار الفنجان وإذا ملئ الفنجان وتم تقديمه للضيف يعد إهانة للضيف. أما عند البعض فيشترط أن يكون الفنجان مملوءًا بالقهوة حتى أن نقصانه يعدّ إهانة لهم.
مهارةُ صبّ القهوة أيضًا أن تُحدِثَ صوتًا خفيفًا نتيجة ملامسة الفناجيل - أي الكاسات التي تصب فيها القهوة - ومفردها كما ذُكر - فنجال- ببعضها البعض. وكان يُقصَد بهذه الحركة تنبيه الضّيف إذا كان سارحًا، كما تقدم في الأفراح، أما في الأحزان كالعزاء فعلى مقدم القهوة ألا يصدر صوتاً ولو خفيفاً، كما أنّ مِن مهارة شرب القهوة أن يهزّ الشّارب الفنجان يمينًا وشمالاً حتّى تبرّد القهوة ثم يقوم بارتشافها بسرعةٍ،
بلغ من احترام البدو والعرب في السّابق للقهوة أنّه إذا كان لأحدهم طلب عند شيخ العشيرة أو المُضيف، كان يضع فنجان قهوته على الأرض ولا يشربه، فيلاحظ المُضيف، أو شيخ العشيرة ذلك، فيُبادره بالسؤال: "ما حاجتك؟" فإذا قضاها له، أَمَره بشرب قهوته اعتزازًا بنفسه. وإذا امتنع الضّيف عن شرب القهوة وتجاهله المُضيف ولم يسأله ما طلبه فإنّ ذلك يُعدّ عيبًا كبيرًا في حقّه، وينتشر أمر هذا الخبر في القبيلة. وأصحاب الحقوق عادةً يحترمون هذه العادات فلا يبالغون في المطالب التّعجيزية ولا يطلبون ما يستحيل تحقيقه، ولكلّ مقام مقال.
ليست القهوة في العُرف العربي ليست ارتواء بل كيْف وفن وذوق في التجهيز والصّب والتناول، كما أنها ليست للسّلم فقط بل تستخدم للحروب. فكافّة القبائل في السابق، إذا حدث بينها شجارٌ أو معارك طاحنةٌ وأعجز إحدى القبائل بطل معين، كان شيخ العشيرة يجتمع بأفرادها ويقول: "مَن يشرب فنجان فلان ويشير بذلك للبطل الآنف الذكر؟" (أي: مَن يتكفّل به أثناء المعركة، ويقتله؟) فيقول أشجع أفراد القبيلة: "أنا أشرب فنجانه". وبذلك يقطع على نفسه عهدًا أمام الجميع بأن يقتل ذلك البطل أو يُقتَل هو في المعركة. وأيّ عارٍ يجلبه هذا الرّجل على قبيلته إذا لم يُنفّذ وعده! هكذا تحوّلت القهوة من رمزٍ للألفة والسّلام إلى نذير حربٍ ودمارٍ.

## طريقة تحضيرها
تُحمّص (تُحمس) القهوة أوّلاً على النار بواسطة إناءٍ معدنيٍ مقعرٍ يُسمى "المحماسة" له يد حديدية طويلة، وتُحرّك حبوب القهوة بهدوء وبدون استعجال حتى تنضج جميع جهاتها بواسطة عُصيّتين من الحديد تشبهان الملعقة الطّويلة. ثم تُدق القهوة بواسطة إناءٍ معدنيٍ يُسمّى "النّجر" وتوضع مع بهاراتها المعروفة، كالقرنفل (المسمار) والزعفران والهيل، في دلةٍ كبيرةٍ تُسمّى القمقوم أو المبهار ثم تُسكَب بعد عدّة عملياتٍ مُركّبةٍ في دلةٍ مناسبةٍ وتُقدّم للضّيوف، كما يضاف إليها في عادات بعض المناطق من الجزيرة العربية الزنجبيل أو القرفة (الدارسين)، كما يشرب قشر حبوب القهوة في بعض المناطق مثلما تشرب القهوة، وذلك بوضع القشر في ماء ساخن في الليل، ثم تطبخ في الصباح لمدة كافية وتقدم للشرب.
تطوّرت هذه الأدوات الآن، فالنّجر مثلاً تقابله الطاحونة أو المطحنة الكهربائية، و"المحماسة" تقابلها المحمصة الكهربائية، والدّلة تقابلها الحافظات أو التّرامس (الزمزمية) عند بعض المناطق في المملكة العربية السعودية.